# 托勒库勒湖
托勒库勒湖，也称吐尔库里、吐尔干湖、伊吾湖、伊吾盐池。蒙古语称吐尔淖尔（羅馬化：Türk nuur）, 维吾尔语称吐尔库勒（維吾爾語： تۈرك كۆلى ‎，拉丁维文： Türk köli, , ），蒙古语和维吾尔语的湖名意为“突厥湖”(Türk Lake)。该湖位于中华人民共和国新疆维吾尔自治区伊吾县盐池镇西北的一座咸水湖，地处天山东段喀尔力克山西北部与莫钦乌拉山东南余脉之间的山间洼地。湖泊呈东西长葫芦状，湖泊水面面积随入湖水量的大小而变化，21世纪10年代水面面积约29.1平方千米，长10.3千米，平均宽2.82千米，水深0.21～0.41米。湖泊总体有逐渐萎缩，自西向东迁移之势。湖水主要依靠周边山区小河补给，现因各小河出山口后即被利用开发，河水难以直接入湖。湖水主要依赖农田回归水及周边季节性河流出山口后渗漏地下，形成地下水补给。由于入湖水量减少，湖水矿化度也逐渐升高。1998年出版的《中国湖泊志》记载本湖水位1890米，长10.3千米，最大宽3.2千米，平均宽2.84千米，水深0.21～0.41米，面积29.27平方千米。